# Joel DiGregorio
Joel DiGregorio (8. ledna 1944 – 12. října 2011) byl americký countryový klávesista. Byl dlouholetým členem skupiny Charlie Daniels Band. Vydal dvě sólová alba, Midnight in Savannah (2008) a Shake Rag (2008). Zemřel při autonehodě.